# Stanisław Sudoł (ekonomista)
Stanisław Sudoł (ur. 6 stycznia 1928 w Cholewianej Górze, zm. 29 stycznia 2020 w Warszawie) – polski ekonomista i teoretyk zarządzania.

## Życiorys
Do szkoły średniej uczęszczał w Tarnowie, gdzie został, wraz z rodzicami, przesiedlony w 1941 roku. Chodził do szkoły handlowej oraz brał udział w tajnych kompletach. W 1946 roku zdał maturę i rozpoczął studia w Wyższym Studium Nauk Społeczno-Gospodarczych w Katowicach. Studiował też na Akademii Handlowej w Poznaniu. W latach 1949–1951 roku był nauczycielem księgowości w Państwowym Koedukacyjnym Gimnazjum i Liceum Handlowym w Kole. W 1951 roku przeniósł się do Warszawy, gdzie pracował w Technikum Finansowym.
Tytuł magistra ekonomii uzyskał w 1954 roku na Wydziale Finansów SGPiS w Warszawie. Po studiach podjął pracę w Instytut Organizacji Przemysłu Maszynowego „Orgmasz” w Warszawie. W 1961 roku uzyskał stopień doktora w Wyższej Szkole Ekonomicznej w Katowicach, a w 1970 doktora habilitowanego w Wyższej Szkole Ekonomicznej w Poznaniu.
W 1970 roku podjął pracę jako adiunkt na Uniwersytecie Mikołaja Kopernika. W 1978 roku otrzymał tytuł profesora nadzwyczajnego, a w 1990 profesora zwyczajnego. Od roku 1976 przez dwie kadencje pełnił funkcję dziekana Wydziału Nauk Ekonomicznych UMK. W 1998 roku był promotorem doktoratu honoris causa UMK dla Leszka Balcerowicza. 19 lutego 2002 UMK przyznał mu tytuł doktora honoris causa. Wieloletni członek Komitetu Nauk o Organizacji i Zarządzaniu PAN.
Pochowany na cmentarzu w Radości.

## Odznaczenia
Został odznaczony m.in. Krzyżem Oficerskim i Krzyżem Kawalerskim Orderu Odrodzenia Polski.

## Wybrane publikacje
- Koszty produkcji przemysłowej przedsiębiorstwa socjalistycznego (1980, ISBN 83-208-0034-X)
- Przedsiębiorstwo przemysłowe: ekonomika, organizacja, zarządzanie (1988, ISBN 83-208-0691-7)
- Przedsiębiorstwo: podstawy nauki o przedsiębiorstwie: teorie i praktyka zarządzania (1999, ISBN 83-87673-75-7)
- Nauki o zarządzaniu: węzłowe problemy i kontrowersje (2007, ISBN 978-83-7285-345-5)